# Thập tự Sắt

Kiểu dáng tiêu chuẩn của Huân chương Chữ thập Sắt

Huân chương Thập tự Sắt hay Chữ thập Sắt (tiếng Đức: Eisernes Kreuz, viết tắt EK) là một huân chương quân sự của Vương quốc Phổ, được sau đó là Đế quốc Đức (1871–1918) và Đức Quốc xã (1933–1945) kế thừa. Được lập ra lần đầu tiên bởi Quốc vương Phổ Friedrich Wilhelm III vào ngày 10 tháng 3 năm 1813 trong các cuộc chiến tranh của Napoléon. Phiên bản Chữ thập Sắt đầu tiên này thường được biết là phiên bản EK 1813 và người đầu tiên được nhận huân chương này là Vương hậu Luise, vốn đã qua đời trước đó 3 năm.
Các phiên bản sau của Chữ thập Sắt được tạo ra để trao tặng cho các cá nhân có thành tích xuất sắc trong Chiến tranh Pháp-Phổ (EK 1870), Thế chiến thứ nhất (EK 1914) và Thế chiến thứ hai (EK 1939). Thông thường Chữ thập Sắt chỉ được trao cho giới quân sự, dù vẫn có những trường hợp được trao cho dân thường có thực hiện các nhiệm vụ quân sự như nữ phi công Hanna Reitsch được khen thưởng vì đã can đảm bay thử máy bay của Không quân Đức trong Thế chiến thứ hai.

## Kiểu mẫu
Huân chương Chữ thập Sắt có hình dạng chữ thập, nền đen, viền trắng hoặc bạc, bốn nhánh dần to ra, đầu nhánh tạo thành hai mũi nhọn, do nhà thiết kế Karl Friedrich Schinkel phác họa dựa trên ý tưởng của Friedrich Wilhelm, lấy cảm hứng từ huy hiệu thập tự của các hiệp sĩ Teuton thế kỷ 13.

Chữ thập Sắt được nghệ thuật hóa, huy hiệu của Bundeswehr

Khi Đế quốc Đức được thành lập năm 1871, quân đội Đức thống nhất dùng biểu tượng Chữ thập Đen (tiếng Đức: Schwarzes Kreuz) của Quân đội Phổ làm biểu tượng chung cho đến tận năm 1918. Năm 1956, biểu tượng Chữ thập Đen một lần nữa được sử dụng làm biểu tượng của Bundeswehr, lực lượng vũ trang hiện đại của Tây Đức và sau đó là của nước Đức thống nhất. 

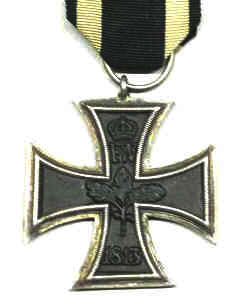
Chữ thập Sắt 1813
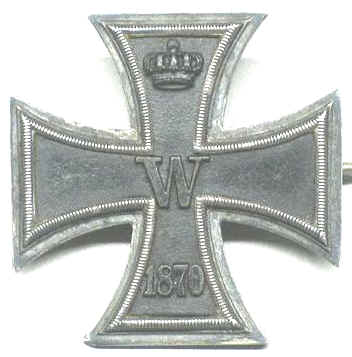
Chữ thập Sắt 1870
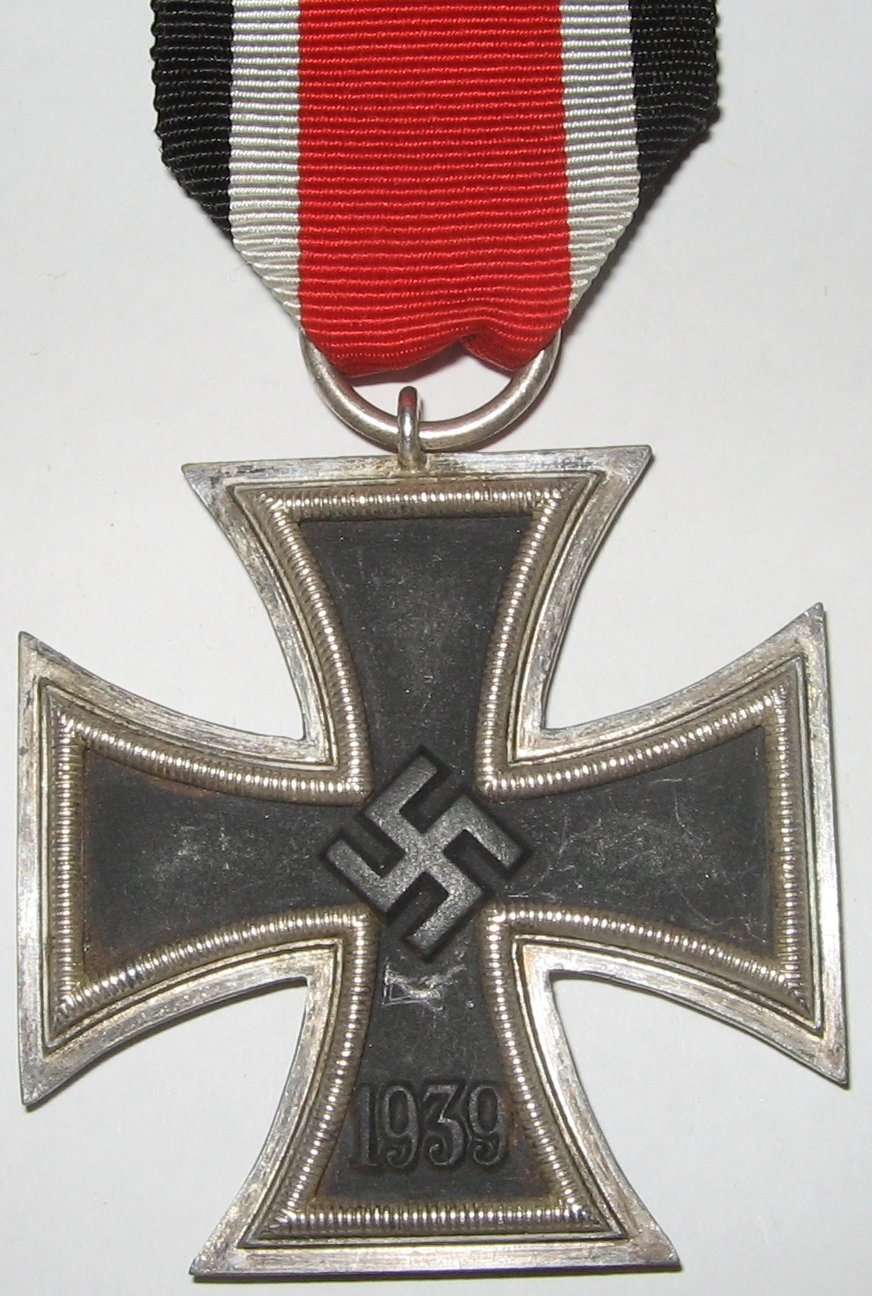
Chữ thập Sắt 1939

Dải đeo của các phiên bản EK 1813, EK 1870 và EK 1914 có dạng băng vải nền đen với hai sọc trắng nhỏ hai bên (theo quốc sắc của nước Phổ). Huân chương trao cho dân sự thì băng vải có màu ngược lại, nền trắng sọc đen. Phiên bản EK 1939 là đen/trắng/đỏ/trắng/đen. Riêng bậc Đại thập tự vẫn giữ như các phiên bản trước.
Trên nhánh dưới của Chữ thập Sắt có in năm đánh dấu thời kỳ lịch sử, ví dụ: "1914" cho Thế chiến thứ nhất, "1939" cho Thế chiến thứ hai. Bên mặt trái của Chữ thập Sắt thường có in năm "1813" để đánh dấu loại huy chương danh dự này có từ năm này. Ngoài ra, vùng trung tâm EK 1813 có chữ FW tượng trưng cho Friedrich Wilhelm. Các phiên bản EK 1870 và EK 1914 là chữ W tượng trưng cho Wilhelm I và Wilhelm II. Riêng phiên bản EK 1939 thì có hình chữ Vạn.

## Hình thành
Khi Napoléon tiến đánh nước Phổ, Quốc vương Friedrich Wilhelm III đào vong đến vùng Breslau chưa bị chiếm đóng. Tại đây, vào ngày 17 tháng 3 năm 1813, ông đã thành lập một bậc huân chương Chữ thập Sắt, dành trao tặng cho các binh sĩ, sĩ quan Phổ có thành tích xuất sắc trong cuộc chiến tranh chống Napoléon xâm lược. Điều đặc biệt của Chữ thập Sắt là nó được trao mà không phân biệt cấp bậc. Bản chất bình đẳng của Chữ thập Sắt trái ngược với truyền thống huân chương quân sự của nhiều nước châu Âu thời bấy giờ, kể cả Phổ, vốn được trao theo cấp bậc. Tuy vậy, sĩ quan và hạ sĩ quan vẫn có nhiều khả năng được trao Chữ thập Sắt hơn là các binh sĩ.
Mặc dù được thành lập ngày 17 tháng 3, nhưng Chữ thập Sắt được truy phong cho Vương hậu Louise vào ngày 10 tháng 3, nhân dịp sinh nhật của bà. Chữ thập Sắt sau đó được phân thành hạng Nhất (Eisernes Kreuz 1. Klasse, hay EKI) và hạng Nhì (Eisernes Kreuz 2. Klasse, hay EKII). Để được trao Chữ thập Sắt hạng Nhất, người lính phải có Chữ thập Sắt hạng Nhì trước đó, dù đôi khi cả hai cũng thể được trao cùng lúc. Người đầu tiên được nhận Chữ thập Sắt (hạng Nhì) là tướng Karl August Ferdinand von Borcke vào ngày 21 tháng 4 năm 1813. Sáu tháng sau, ông được trao Chữ thập Sắt (hạng Nhất) do thành tích xuất sắc trong Trận Leipzig.
Hạng bậc cao hơn Chữ thập Sắt hạng Nhất là Huân chương Đại thập tự của Chữ thập Sắt (Großkreuz des Eisernen Kreuzes), thường được gọi tắt là huân chương Đại thập tự (Großkreuz). Hạng này dành trao tặng cho những tướng lĩnh chỉ huy có thành tích xuất sắc. Đối với vị thống soái xuất sắc nhất sẽ được thăng lên một hạng gọi là Huân chương Ngôi sao Đại thập tự của Chữ thập Sắt (Stern zum Großkreuz des Eisernen Kreuzes). Huân chương này còn được gọi là huân chương Ngôi sao Blücher (Blücherstern) do người đầu tiên được nhận huân chương này là Thống chế Gebhard Leberecht von Blücher.
Năm 1939, Đức Quốc xã tái lập huân chương Chữ thập Sắt. Một hạng bậc trung gian giữa Chữ thập Sắt hạng Nhất và Đại thập tự là bậc Chữ thập Hiệp sĩ của Chữ thập Sắt (Ritterkreuz des Eisernen Kreuzes). Bậc này nhằm thay thế cho huân chương cao quý Pour le Mérite của Phổ.
Trong Chữ thập Hiệp sĩ còn phân thành nhiều bậc nhỏ được xếp theo thứ tự từ thấp đến cao như sau:
- Chữ thập Hiệp sĩ (Ritterkreuz)
- Chữ thập Hiệp sĩ với Nhành sồi (Ritterkreuz mit Eichenlaub)
- Chữ thập Hiệp sĩ với Nhành sồi và Thanh kiếm (Ritterkreuz mit Eichenlaub und Schwertern)
- Chữ thập Hiệp sĩ với Nhành sồi, Thanh kiếm và Kim cương (Ritterkreuz mit Eichenlaub, Schwertern und Brillanten)
- Chữ thập Hiệp sĩ với Nhành sồi Vàng, Thanh kiếm và Kim cương (Ritterkreuz mit Goldenem Eichenlaub, Schwertern und Brillanten)

## Một số nhân vật nổi bật
Sau Bắc Đẩu bội tinh, Chữ thập Sắt là huân chương danh dự thứ hai tại châu Âu được trao mà không có sự phân biệt về cấp bậc và địa vị, góp phần rất lớn vào sự phổ biến của nó. Tuy nhiên, cũng chính vì số lượng "đông đảo" mà giá trị của Chữ thập Sắt kém đi rất nhiều. Riêng trong 2 cuộc thế chiến, hàng triệu Chữ thập Sắt hạng Nhì và hạng Nhất đã được trao tặng (riêng các bậc Chữ thập Hiệp sĩ và Đại thập tự thì hiếm hơn nhiều). Sau đây là một số nhân vật từ được trao tại Chữ thập Sắt.

### Chữ thập Sắt I&II
- Karl August Ferdinand von Borcke EK 1813, Trung tướng Phổ, quân nhân đầu tiên được trao tặng Chữ thập Sắt.[5]
- Adolf Hitler, EK 1914, Hạ sĩ, về sau là Quốc trưởng Đức Quốc xã

### Đại thập tự
- Gebhard Leberecht von Blücher, EK 1813, Thống chế Phổ, Ngôi sao Đại thập tự
- Karl XIV Johan của Thụy Điển, EK 1813, Quốc vương Thụy Điển, cựu Thống chế Pháp.
- Albert I của Sachsen, EK 1870, Quốc vương Sachsen
- Friedrich Wilhelm của Phổ, EK 1870, Thái tử Phổ, Thống chế Phổ, sau là Hoàng đế Friedrich III của Đức
- Helmuth Karl Bernhard von Moltke, EK 1870, Thống chế Phổ, Tổng Tham mưu trưởng quân đội Phổ–Đức
- Wilhelm I, EK 1870, Hoàng đế Đức, Quốc vương Phổ, Đại tướng Bộ binh mang hàm Thống chế Phổ.
- Paul von Hindenburg, EK 1914, Thống chế Đức, Tổng Tham mưu trưởng Quân đội Đế quốc Đức, Ngôi sao Đại thập tự
- Erich Ludendorff, EK 1914, Thượng tướng Bộ binh, Phó tổng tham mưu trưởng thứ nhất Quân đội Đế quốc Đức
- Leopold của Bayern, EK 1914, Vương tử Bayern, Thống chế Đức, Tổng tư lệnh Mặt trận phía Đông của Đức
- Hermann Göring, EK 1939, Thống chế Đế chế Đức, Tổng tư lệnh Không quân.

### Chữ thập Hiệp sĩ
- Hans-Ulrich Rudel, EK 1939, Đại tá Không quân, người duy nhất được trao Chữ thập Hiệp sĩ với Nhành sồi Vàng, Thanh kiếm và Kim cương.
- Erwin Rommel, EK 1939, Thống chế Lục quân, Chữ thập Hiệp sĩ với Nhành sồi, Thanh kiếm và Kim cương.
- Walter Model, EK 1939, Thống chế Lục quân, Chữ thập Hiệp sĩ với Nhành sồi, Thanh kiếm và Kim cương.
- Albert Kesselring, EK 1939, Thống chế Không quân, Chữ thập Hiệp sĩ với Nhành sồi, Thanh kiếm và Kim cương.
- Wolfgang Lüth, EK 1939, Đại tá Hải quân, Thuyền trưởng tàu ngầm U-181, Chữ thập Hiệp sĩ với Nhành sồi, Thanh kiếm và Kim cương.
- Albrecht Brandi, EK 1939, Trung tá Hải quân, Thuyền trưởng tàu ngầm U-967, Chữ thập Hiệp sĩ với Nhành sồi, Thanh kiếm và Kim cương.
- Erich Hartmann, EK 1939, Trung tá Không quân, người đạt thành tích cao nhất lịch sử không chiến, Chữ thập Hiệp sĩ với Nhành sồi, Thanh kiếm và Kim cương.

## Hình ảnh
|                       | Tập tin:SDC11338.JPG                    |             |                      |
| Chữ thập Sắt hạng Nhì | Chữ thập Sắt hạng Nhất (với viền ngoài) | Đại thập tự | Ngôi sao Đại thập tự |

|                       | Tập tin:EK21870Eichenlaub.jpg                 | Tập tin:EK1 1870.jpg   | Tập tin:BmGK1870.jpg |
| Chữ thập Sắt hạng Nhì | Chữ thập Sắt hạng Nhì (với biểu trưng 25 năm) | Chữ thập Sắt hạng Nhất | Đại thập tự          |

| EK 1914                                  | EK 1914                | EK 1914                            | EK 1914                                      | EK 1914              | EK 1914              | EK 1914 |
| ---------------------------------------- | ---------------------- | ---------------------------------- | -------------------------------------------- | -------------------- | -------------------- | ------- |
| Tập tin:EK 2 1914.jpg                    |                        |                                    |                                              | Tập tin:BmGK1914.jpg | zentriert            |         |
| Chữ thập Sắt hạng Nhì (mặt trước và sau) | Chữ thập Sắt hạng Nhất | Loại thu nhỏ đính trên nút á khoác | Loại thu nhỏ đính trên nút á khoác (mặt sau) | Đại thập tự          | Ngôi sao Đại thập tự |         |

|                                                             |                                                              |                       |                        |
| Phù hiệu tái dụng Chữ thập Sắt hạng Nhì EK 1939 cho EK 1914 | Phù hiệu tái dụng Chữ thập Sắt hạng Nhất EK 1939 cho EK 1914 | Chữ thập Sắt hạng Nhì | Chữ thập Sắt hạng Nhất |

|                  |                                |                                              |                                                         |                                                              |             |                      |
| Chữ thập Hiệp sĩ | Chữ thập Hiệp sĩ với Nhành sồi | Chữ thập Hiệp sĩ với Nhành sồi và Thanh kiếm | Chữ thập Hiệp sĩ với Nhành sồi, Thanh kiếm và Kim cương | Chữ thập Hiệp sĩ với Nhành sồi Vàng, Thanh kiếm và Kim cương | Đại thập tự | Ngôi sao Đại thập tự |